# クワムラ食品
クワムラ食品株式会社（クワムラしょくひん）は、兵庫県多可郡多可町に本社を置くハム、ソーセージ、冷凍食品を中心とする食品メーカーである。

## 会社概要
ハム、ソーセージを中心にその他、冷凍食品等の食品の製造販売をおこなう。特に鶏肉加工食品に強みを持つ。製品流通地域は主に関西から西日本地域に限定されるが、知名度はつとに高く、その他工場直売店を持つ。
元々は同地域に本社を置く織物メーカー、桑村織布（現・桑村繊維）の畜産部門として設立されたが、1961年に畜産部門を分離するカタチで食品メーカーとして出発し、現在に至っている。
神戸市のサンテレビでは、かつて「夕陽の中、子供が逆上がりできるようになる」というチキンハムのCMが毎日のようにテレビ放映されていたことで知られる。このCMは1996年11月1日放送の『探偵!ナイトスクープ』（朝日放送）で取り上げられたことがある。
また、1994年頃には子役の「平田実音」が出演するCMも放送された。
現在は公式のテレビCMは放映されていないが、サンテレビの『はりまのトビラ』の番組内でCM風のメーカー紹介の映像が流されている。

## 主力商品
- チキンウインナー
- ハム、ソーセージ
- ローストビーフ
- ポークローフ
- 冷凍食品　コロッケ、ミートボール、カツ等

## 沿革
- 1961年5月 - 桑村織布株式会社畜産センター設立。
- 1963年6月 - 合資会社桑村畜産センター創立。鶏肉加工品の製造・販売を開始。
- 1975年12月 - クワムラ食品株式会社に改称。採卵養鶏廃止、加工部門を拡充。
- 1978年9月 - 兵庫県食品衛生協会より食品衛生優良施設表彰を受ける。
- 1991年9月 - 資本金3,750万円に増資。
- 1992年4月 - 冷凍食品工場新築落成。
- 1993年
  - 5月 - 資本金5,000万円に増資。
  - 6月 - ハム・ソーセージ工場増築。
  - 7月 - JAS認定工場取得（ハム・ソーセージ部門）。
  - 11月 - 創業30周年記念式典挙行。
- 2001年6月 - 冷凍食品工場を増築。
- 2003年2月 - 創業40周年記念式典を挙行。
- 2005年5月 - 兵庫県納税功労賞を受賞。
- 2007年11月 - 西脇税務署より優良申告法人表敬を受ける（更新）。
- 2009年5月 - 低温燻製製品の製造を開始。
- 2013年2月 - 創業50周年記念式典を挙行（記念碑建立）。

## 提供番組
- 伝説巨神イデオン（サンテレビ）